# Bangcal de Agutaya
Bangcal es un barrio urbano  del municipio filipino de quinta categoría de Agutaya perteneciente a la provincia  de Paragua en Mimaro,  Región IV-B.

## Geografía
Este barrio  se encuentra en situado la isla de Agutaya,  situada  en el mar de Joló en las  Islas de Cuyos, archipiélago formado por  cerca de 45 islas situadas al noreste de la isla  de Paragua (Puerto Princesa), al sur de Mindoro (San José) y al oeste de la de  Panay (Iloílo).
Su término ocupa la parte oriental  del sur  la isla y linda al norte   con el  barrio de Villafría; al este con el de Abagat y al oeste con el barrio de Cambián.

### Demografía
El barrio  de Bangcal contaba  en mayo de 2010 con una población de 267 habitantes.